# Fissurellidae
Fissurellidae J. Fleming, 1822 è una famiglia di molluschi gasteropodi della sottoclasse Vetigastropoda. È l'unica famiglia della superfamiglia Fissurelloidea.

## Descrizione
La famiglia Fissurellidae è formata da gasteropodi a forma di patella che possiedono comunemente un buco, una fessura o una tacca nel loro guscio simmetrico bilaterale. La famiglia mostra un lungo reperto fossile a partire dal Triassico. Le classificazioni secondarie delle Fissurellidae sono variate nel tempo, con studi che enfatizzano diversi caratteri morfologici. I membri delle Diodorinae e delle Fissurellinae possono essere differenziati dai caratteri radiali e dalla presenza di un orifizio centrale delimitato da un callo troncato posteriormente nelle Diodorinae e dalla presenza di un callo arrotondato sul lato inferiore della conchiglia che circonda l'orifizio anale nella Fissurellinae .
La conchiglia ha una scultura reticolare con forti nervature radiali e manca di un opercolo.. Hanno un grande piede muscolare di dimensioni variabili, che può essere in alcuni casi maggiore di quello del guscio. Questo piede esercita una forte aspirazione, facendo aderire i fissurelidi al substrato roccioso intertidale su cui si trovano abitualmente.

## Tassonomia
La famiglia Fissurellidae comprende 5 sottofamiglie e 39 generi, per un totale di circa 600 specie:
- Sottofamiglia Diodorinae Odhner, 1932
  - Genere Cosmetalepas Iredale, 1924
  - Genere Diodora Gray, 1821
  - Genere Fissurellidea d'Orbigny, 1839
  - Genere Lucapina Gray in G. B. Sowerby I, 1835
  - Genere Megathura Pilsbry, 1890
  - Genere Monodilepas Finlay, 1926
- Sottofamiglia Emarginulinae Children, 1834
  - Genere Altrix Palmer, 1942
  - Genere Arginula Palmer, 1937
  - Genere Buchanania Lesson, 1831
  - Genere Clathrosepta McLean & Geiger, 1998
  - Genere Clypidina Gray, 1847
  - Genere Emarginella Pilsbry, 1891
  - Genere Emarginula Lamarck, 1801
  - Genere Fissurisepta Seguenza, 1863
  - Genere Laeviemarginula Habe, 1953
  - Genere Manganesepta McLean & Geiger, 1998
  - Genere Montfortula Iredale, 1915
  - Genere Parmaphorella Strebel, 1907
  - Genere Pupillaea Gray, 1835
  - Genere Scelidotoma McLean, 1966
  - Genere Scutus Montfort, 1810
  - Genere Tugali Gray, 1843
  - Genere Vacerrena Iredale, 1958
  - Genere Rimulanax Iredale, 1924 (taxon inquirendum, possibile sinonimo di Puncturella)
- Sottofamiglia Fissurellinae J. Fleming, 1822
  - Genere Amblychilepas Pilsbry, 1890
  - Genere Fissurella Bruguière, 1789
  - Genere Lucapinella Pilsbry, 1890
  - Genere Medusafissurella McLean & Kilburn, 1986
- Sottofamiglia Rimulinae Anton, 1838
  - Genere Rimula Defrance, 1827
- Sottofamiglia Zeidorinae Naef, 1913
  - Genere Cornisepta McLean & Geiger, 1998
  - Genere Hemimarginula McLean, 2011
  - Genere Hemitoma Swainson, 1840
  - Genere Montfortia Récluz, 1843
  - Genere Montfortista Iredale, 1929
  - Genere Montfortulana Habe, 1961
  - Genere Octomarginula McLean, 2011
  - Genere Profundisepta McLean & Geiger, 1998
  - Genere Puncturella R. T. Lowe, 1827
  - Genere Zeidora A. Adams, 1860